# Sankt Bartholomä
Sankt Bartholomä är en ort och kommun i Österrike. Den ligger i distriktet Graz-Umgebung i förbundslandet Steiermark,  150 km sydväst om huvudstaden Wien. 
Kommunen består av fyra orter (Ortschaften) (inom parentes invånarantal 1 januari 2024):
- Jaritzberg (591)
- Lichtenegg (125)
- Reiteregg (284)
- Sankt Bartholomä (503)